# Mario Artali
Mario Artali (Bologna, 18 novembre 1938 – Milano, 1º gennaio 2023) è stato un dirigente d'azienda e politico italiano.

## Biografia
Laureato in Giurisprudenza presso l’Università degli Studi di Milano, conseguì il diploma di perfezionamento in Economia d’azienda presso la Università Bocconi di Milano. Fu Presidente del Consiglio di Amministrazione di Essetifin, finanziaria che opera nel campo farmaceutico. Precedentemente aveva presieduto Sigma-Tau Finanziaria ed era stato consigliere di amministrazione (indipendente) di Openjob-Metis spa -Agenzia per il lavoro presiedendo i Comitati parti correlate, Nomine e remunerazione, Controllo e rischi. Fu vicepresidente della Confederazione delle Associazioni Combattentistiche e Partigiane. 
Dal 1972 al 1976 fu deputato nella VI legislatura della Repubblica Italiana con il Partito Socialista Italiano nel collegio Milano-Pavia. 
Presidente del Circolo di via De Amicis di Milano e Presidente della Fondazione “Aldo Aniasi”, fu anche consigliere comunale a Milano nel 1970 e Capogruppo del PSI nella giunta milanese di Aldo Aniasi.
Dal 2012 al 2021 è stato presidente nazionale della Federazione italiana delle associazioni partigiane.
È morto il 1º gennaio 2023 a Milano.